# Llista de monuments de Lloret de Vistalegre
Llista de monuments de Lloret de Vistalegre catalogats pel consell insular de Mallorca com a Béns d'Interès Cultural en la categoria de monuments pel seu interès històric, artístic, arquitectònic, arqueològic, històric-industrial, etnològic, social, científic o tècnic.
| Monument                                                 | Tipus                | Localització | Coordenades                                          | Codi?         | Imatge |
| -------------------------------------------------------- | -------------------- | --- | ---------------------------------------------------- | ------------- | --- |
| Creu de sa Costa des Pou                                 | Creus de terme       | Lloret de Vistalegre Carrer de sa Costa des Pou, damunt sa Timba, davant el local de la Tercera Edat.              | 39° 37′ 03″ N, 2° 58′ 32″ E / 39.617549°N,2.975563°E | RI-51-0010300 | Creu de sa Costa des Pou (Lloret de Vistalegre) · Modifica el valor a Wikidata · Carregueu una nova foto d'aquest monument |
| Cova de Can Bieló                                        | Monument arqueològic | Lloret de Vistalegre Part central de la tanca de llevant de la propietat es Pinar d'en Bieló                       | 39° 37′ 52″ N, 2° 58′ 05″ E / 39.631148°N,2.968111°E | RI-51-0002128 | Carregueu una nova foto d'aquest monument                                                                                  |
| Restes prehistòriques de sa Casa Nova / Es Pletó         | Monument arqueològic | Lloret de Vistalegre A llevant de les cases de la possessió de sa Casa Nova, al sud-oest del terme.                | 39° 36′ 18″ N, 2° 57′ 55″ E / 39.604954°N,2.965253°E | RI-51-0002129 | Carregueu una nova foto d'aquest monument                                                                                  |
| Necròpoli des Castellassos                               | Monument arqueològic | Lloret de Vistalegre Al sud del nucli urbà, entre sa Font Figuera, el Camí Vell d'Algaida i el Camí de Son Boló.   | 39° 36′ 24″ N, 2° 58′ 36″ E / 39.606758°N,2.976773°E | RI-51-0002130 | Carregueu una nova foto d'aquest monument                                                                                  |
| Restes prehistòriques des Colomer / Es Camp Vanrell      | Monument arqueològic | Lloret de Vistalegre                                                                                               | 39° 37′ 31″ N, 2° 59′ 22″ E / 39.625322°N,2.989362°E | RI-51-0002131 | Carregueu una nova foto d'aquest monument                                                                                  |
| Cova des Colomer / Ses Cases                             | Monument arqueològic | Lloret de Vistalegre                                                                                               | 39° 37′ 33″ N, 2° 59′ 04″ E / 39.625772°N,2.984468°E | RI-51-0002132 | Carregueu una nova foto d'aquest monument                                                                                  |
| Cova de sa Comuna / Es Cementeri                         | Monument arqueològic | Lloret de Vistalegre A l'oest del nucli urbà, a l'extrem oriental de sa Comuna, al costat del Cementeri Municipal. | 39° 36′ 45″ N, 2° 58′ 04″ E / 39.612433°N,2.967696°E | RI-51-0002133 | Carregueu una nova foto d'aquest monument                                                                                  |
| Cova de sa Comuna / Cova d'en Deinat                     | Monument arqueològic | Lloret de Vistalegre A l'oest del nucli urbà, a l'extrem occidental de sa Comuna.                                  | 39° 36′ 53″ N, 2° 57′ 18″ E / 39.614853°N,2.955101°E | RI-51-0002134 | Carregueu una nova foto d'aquest monument                                                                                  |
| Restes prehistòriques de Son Gelabert de Baix / Es Velar | Monument arqueològic | Lloret de Vistalegre Al nord-oest del nucli urbà, annex a les cases de Son Gelabert de Baix.                       | 39° 37′ 20″ N, 2° 57′ 55″ E / 39.622344°N,2.965140°E | RI-51-0002135 | Carregueu una nova foto d'aquest monument                                                                                  |
| Conjunt prehistòric de Son Gelabert d'Alt / Ses Talaies  | Monument arqueològic | Lloret de Vistalegre                                                                                               | 39° 37′ 25″ N, 2° 58′ 15″ E / 39.623688°N,2.970720°E | RI-51-0002136 | Carregueu una nova foto d'aquest monument                                                                                  |
| Son Gelabert d'Alt. Talaiot de s'Era                     | Monument arqueològic | Lloret de Vistalegre Al nord del nucli urbà, ran de les cases de la possessió.                                     | 39° 37′ 38″ N, 2° 58′ 12″ E / 39.627120°N,2.969891°E | RI-51-0002137 | Carregueu una nova foto d'aquest monument                                                                                  |
| Son Gelabert d'Alt. Sa Pleta                             | Monument arqueològic | Lloret de Vistalegre Al nord del nucli urbà, a l'oest de les cases de la possessió.                                | 39° 37′ 38″ N, 2° 58′ 08″ E / 39.627120°N,2.968971°E | RI-51-0002138 | Carregueu una nova foto d'aquest monument                                                                                  |
| Cova de Son Joan Arnau / Sa Pleta                        | Monument arqueològic | Lloret de Vistalegre Al nord-est del nucli urbà, dins sa Pleta de Son Joan Arnau.                                  |                                                      | RI-51-0002139 | Carregueu una nova foto d'aquest monument                                                                                  |
| Cova de Son Mas / Cova de ses Ànneres                    | Monument arqueològic | Lloret de Vistalegre Al sud-est del terme, davant ses Cases de Son Mas.                                            | 39° 37′ 00″ N, 2° 59′ 35″ E / 39.616573°N,2.993091°E | RI-51-0002140 | Carregueu una nova foto d'aquest monument                                                                                  |